# Muleño Club de Fútbol
El Muleño Club de Fútbol es un club de fútbol de España, de la ciudad de Mula, Murcia. Fue fundado en 1986 y milita en la Tercera Federación grupo XIII. 
Ha tenido una deuda de 50.000 euros y le debian mucho dinero a la tienda que hacia la ropa

## Historia
El Muleño Club de Fútbol se fundó en 1986 tras la desaparición del histórico Atlético Muleño. Debutó en la Tercera División de España en la temporada 1991-1992 con un 9.º puesto. Actualmente milita en el grupo XIII de la Tercera Federación. Por la cantera del Muleño C. F. han pasado futbolistas como Pedro León, Patric jugador de la Lazio y Josema Raigal jugador de La Nucia.

## Uniforme
- Uniforme titular: Camiseta rojiblanca a rayas verticales, pantalón azul y medias azules.
- Uniforme suplente: Camiseta azul, pantalón azul marino o blanco y medias azules.
- Uniforme suplente de la suplenbte: Camiseta rosa, pantalón negro y medias rosas.

## Estadio
Campo municipal de deportes de Mula, coloquialmente conocido como Camino Curtís o El Curtís.

## Datos del club
- Temporadas en 1.ª: -
- Temporadas en 2.ª: -
- Temporadas en 2.ª B: -
- Temporadas en 3.ª: 14